# 特健俟斤
特健俟斤，或稱時健俟斤，是7世纪初期回纥的俟斤，回纥的早期首领。姓药罗葛，名特健（时健），“俟斤”为官职称号，九姓铁勒部落酋长都带有这个称号。
特健俟斤被众族推为首领，统治时期约为隋朝大业年间，回纥迅速发展，有战士五万，部众十万。与妻乌罗浑共理国事，乌罗浑精明能干，专管回纥诉讼纷争，处事公平严明。和薛延陀、僕固、同罗、拔野古等鐵勒部落叛离西突厥泥厥处罗可汗，开始了独立的生活。东徙漠北，牧于娑陵水（又作仙娥河、仙萼河，今蒙古国境色楞格河），以畜牧为业，多羊。服属于东突厥汗国的颉利可汗。回纥之兴，始于此时。他的兒子菩萨才勇有谋，善战，受到部眾的推崇，特健俟斤將他驱逐。特健俟斤死后，部眾因菩薩賢明而立菩萨为俟斤。